# Javier Suárez Llana
Javier Suárez Llana (Castrillón, Asturias, 9 de enero de 1989) es un político español. Pertenece a Izquierda Unida y fue el cabeza de lista de la coalición electoral Convocatoria por Xixón en las elecciones municipales de 2023, resultando elegido concejal  del Ayuntamiento de Gijón.
Nació en Santa María del Mar, concejo de Castrillón (Asturias) en enero de 1989. Sus padres eran los militantes del Partido Comunista de España Patricio Suárez y Juana Llana, en cuya boda fue padrino Gaspar Llamazares. Debido a la profesión de su padre se desplazan a vivir a Oviedo y, posteriormente, a Gijón. Estudió secundaria en el IES Calderón de la Barca (barrio de El Coto). Hizo la carrera de Biología y comenzó Ciencias Políticas, que no llegó a concluir.

## Trayectoria política
Javier Suárez Llana fue presidente del Conseyu de Mocedá de Xixón (CMX) desde mayo de 2012. Accedió a esta entidad municipal desde la presidencia de la Asociación Juvenil de Estudiantes Progresistas. Abandona la presidencia del CMX en 2015 para asesorar al equipo de Izquierda Unida en el Ayuntamiento de Gijón.
En las elecciones municipales de 2019 era tercero en la lista electoral de la coalición electoral Xixón por la Izquierda (IU-IAS), que encabezaba Aurelio Martín y que solo consiguió un concejal. Tras establecer una coalición política con el Partido Socialista Obrero Español, Suárez Llana es nombrado asesor municipal de la concejalía de Medio Ambiente y Movilidad, que le es asignada a Aurelio Martín.
Tras la renuncia del único concejal de Izquierda Unida en el Ayuntamiento de Gijón, Aurelio Martín, y de la coordinadora local de IU, Ana Castaño, a ser cabezas de lista de la formación en las elecciones municipales de Gijón de mayo de 2023, en febrero de 2023 Javier Suárez se convierte en candidato y, por lo tanto, aspirante a la alcaldía de Gijón. Pronto se forma una coalición electoral denominada Convocatoria por Xixón formada por Izquierda Unida de Asturias, Más País e Izquierda Asturiana y Suárez pasa a liderarla.
En dichas elecciones municipales Convocatoria por Xixón consigue 2 concejales de 27, uno más que IU en 2019.